# Sonic Mania
Sonic Mania is een computerspel dat wereldwijd uitkwam op 15 augustus 2017 en is uitgegeven door Sega. Het spel is een hommage aan de oorspronkelijke Sonic-spellen die begin jaren 90 uitkwamen op de Sega Mega Drive.
Sonic Mania volgt de avonturen van Sonic the Hedgehog en zijn vrienden Tails en Knuckles, om hun aartsvijand Dr. Robotnik te verslaan.
Het spel is uitgekomen voor PlayStation 4, Xbox One, Switch en Windows.

## Verhaal
Sonic en Tails ontvangen een signaal van een sterk krachtveld vanaf Angel Island en gaan op onderzoek uit. Aartsvijand Robotnik heeft een groep robots erop af gestuurd om de magische edelsteen te onderscheppen. Door de kracht van de edelsteen worden de robots sterker en sturen Sonic, Tails en Knuckles naar eerder bezochte plaatsen, waar zij proberen om Robotnik en zijn handlangers te stoppen.

## Gameplay
Sonic Mania is een zijwaarts scrollend platformspel met veel gelijkenis aan de eerste drie Sonic-spellen. Spelers kiezen een van de drie speelbare personages met elk hun eigen vaardigheden.
Het spel bevat twaalf levels of 'zones'. Daarvan bestaan acht uit bestaande zones als nieuwe mix, zoals de Green Hill Zone, en vier nieuw ontworpen zones. Elke zone bestaat vervolgens weer uit twee 'acts'.
In het spel verzamelt de speler gouden ringen die als levensbescherming dienen; spelers kunnen een aanval overleven als de speler minimaal een ring bezit. In het level zijn grote ringen te vinden, die leiden naar een 3D-wereld zoals in Sonic CD. Hier moet de speler een ufo achtervolgen die een Chaos Emerald draagt. Bij het verzamelen van alle zeven edelstenen kan de speler transformeren en de ware afloop uitspelen.
Aan het eind van elke act vindt er een baasgevecht plaats met Robotnik of een van zijn handlangers.

## Ontwikkeling
De ontwikkeling van Sonic Mania begon in 2015 en werd geleid onder regie van programmeur Christian Whitehead. Hij was een prominent lid binnen de fangame gemeenschap en heeft eerder geremasterde Sonic-spellen ontwikkeld voor Sega.
Whitehead presenteerde een prototype aan producent Takashi Iizuka, die de suggestie gaf om oude en nieuwe levels in het ontwerp op te nemen. Het project kreeg de werktitel Sonic Mania, die uiteindelijk werd behouden.
Sonic Mania is geproduceerd ter nagedachtenis aan het 25-jarig jubileum van de serie.

## Ontvangst
| Recensiescore       | Recensiescore                     |
| Recensieverzamelaar | Score                             |
| ------------------- | --------------------------------- |
| Metacritic          | 86 (PS4) 86 (NS) 84 (PC) 83 (XB1) |
| Publicist           | Score                             |
| Destructoid         | 8/10                              |
| Eurogamer           | Essential                         |
| Game Informer       | 8,5/10                            |
| Gamer.nl            | 8/10                              |
| GameSpot            | 9/10                              |
| IGN                 | 8,7/10                            |
| PC Gamer (VK)       | 82/100                            |
| Polygon             | 7/10                              |

Sonic Mania kreeg zeer positieve recensies en heeft op aggregatiewebsite Metacritic een gemiddeld cijfer van 84,75. Er was enthousiasme voor een spel in de vroege Sonic-stijl, en met het gelijktijdig uitkomen van Sonic Forces en Sonic Mania zou dit de nieuwe en oudere spelers aanspreken.
Het spel werd het best beoordeelde Sonic-spel in 15 jaar, waarbij diverse recensenten het beschreven als een van de beste 2D platformspellen. Ten tijde van uitgave was Sonic Mania het bestverkopende Switch-spel.
Binnen een jaar waren er van het spel ruim een miljoen exemplaren verkocht.
Sonic Mania ontving ook enkele kritiekpunten. Er was frustratie met de besturing en de plaats van vijanden in het level, het zou te veel leunen op de nostalgie uit vroege jaren, en te weinig nieuwe elementen bevatten met de remixte levels uit de oudere spellen.
Tijdens de E3 van 2017 werd Sonic Mania door IGN genomineerd voor "Beste Platformspel" en "Beste Nintendo Switch-spel", maar moest het afleggen tegen Super Mario Odyssey.

## Sonic Mania Plus
Bijna een jaar later kwam in juli 2018 een verbeterde versie met aanvullende content uit onder de titel Sonic Mania Plus. Nieuw in deze versie zijn twee nieuwe personages, Mighty the Armadillo en Ray the Flying Squirrel. Ook heeft het spel een Encore Mode, waarbij bestaande levels opnieuw zijn ontworpen, een bonuslevel en een competitie-modus voor vier spelers.